# Murrayona phanolepis
Murrayona phanolepis (лат.) — вид известковых губок из отряда Murrayonida, выделяемый в самостоятельное семейство Murrayonidae. Он был открыт К. В. Эндрюсом на острове Рождества, а в 1910 году описан и назван Киркпатриком. Киркпатрик назвал этот вид в честь сэра Джона Мюррея, который финансировал экспедицию на остров Рождества. Позднее в честь его также был назван отряд Murrayonida.